# إليزابيث الكومانية
إليزابيث الكومانية (حوالي.1240 - حوالي.1290) كانت ملكة المجر وكرواتيا القرينة بعد وصول زواجها إسطفان الخامس إلى سدة الحكم، وأيضا شغلت مدة الوصية على أبنها الصغير لاديسلاوس الرابع بين عامي 1272 حتى عام 1277، هي أبنة أحد رؤساء شعب الكومان الذين لجوا إلى المجر.